# Josef Ringel (malíř)
Josef Jan Ringel (30. října 1794 Hejtmánkovice – 20. dubna 1856 Praha) byl český malíř.

## Život

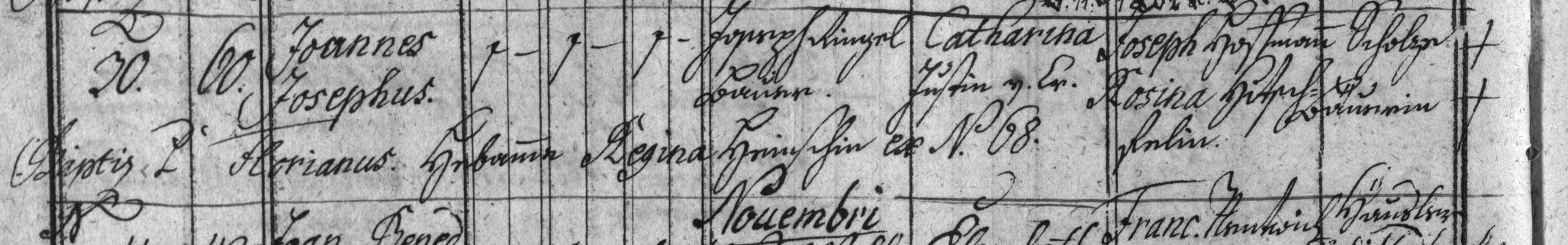
Záznam o křtu, Josef Ringel, 1794

Byl pokřtěn 30. října 1794 jako Joannus Joseph (Jan Josef), syn sedláka v Hejtmankovicích Josefa Ringela a jeho manželky Kateřiny, rozené Justinové. Studoval na gymnáziu v Broumově.
Josef Ringel byl dvakrát ženat. Poprvé s Annou, rozenou Stanka-ovou (1796–1845). Z tohoto manželství se narodil předčasně zemřelý syn Karel (1829–1830). Dne 14. září 1852 se Josef Ringel v Praze v osmapadesáti letech podruhé oženil, manželkou se stala Josefa Grossová, dcera magistrátního rady z Kladrub u Stříbra.
Byl zástupcem ředitele pražské Akademie.
Zemřel v Praze–Starém Městě (č. p. 297/12 v Konviktské ulici) na tuberkulózu.

## Dílo
Spolu s F. X. Ginzelem byl autorem předloh k mědirytinám soch na Karlově mostě v publikaci Die berühmte Prager Brücke und ihre Statuen in 37 Kupfern... (1827).
Stavěl se kriticky k tehdy nově vznikajícímu žánrovému malířství, byl zastáncem malby historické.

## Galerie

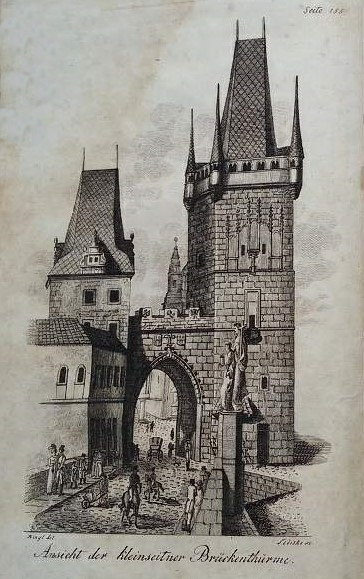
Josef Ringel: Malostranské mostecké věže, ilustrace k Die Berühmte Prager Brücke (1827)
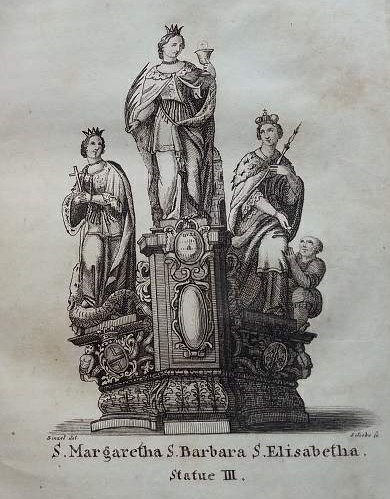
Josef Ringel: Karlův most, sv. Barbora, Markéta, Alžběta (1827)